# Spilomantis
Spilomantis (лат.) — род богомолов из подсемейства Iridopteryginae семейства Gonypetidae. Представителей этого рода долгое время относили к роду Hapalopeza, но после обзора типового материала в Музее естественной истории в Лондоне это название рода было восстановлено.

## Виды
Mantodea Species File указывает следующие виды:
- Spilomantis nigripes Werner, 1926
- Spilomantis occipitalis (Westwood, 1889)typus